# Parmelia saxatilis
Parmelia saxatilis ist eine Blattflechtenart. Sie ist durch ihre graue Farbe, große Lappen und zylindrische bis korallenartige Isidien gekennzeichnet.

## Merkmale
Das Lager (Thallus) ist bis zu acht Zentimeter groß, rosettig geformt und liegt am Substrat an. Die mehr oder weniger flachen Lappen werden zwischen 5 und 20 Millimeter lang sowie 1 bis 4 Millimeter breit.
Die Oberseite ist aschgrau bis bläulichgrau gefärbt. An den Rändern färbt sie sich oft bräunlich. Die Oberfläche ist matt und unbereift. An einigen Stellen ist sie mit weißlichen, erhabenen Netzadern (Pseudocyphellen) bedeckt, die sich vor allem bei jungen Exemplaren über die gesamte Oberfläche erstrecken können. Später bricht dort die Rinde auf und es entstehen Isidien. Im Alter ist das Zentrum dicht von Isidien bedeckt. Diese sind zylindrisch bis korallenförmig und besitzen die Farbe des Lagers oder haben braune Spitzen.
Die Unterseite ist schwarz, am Rand dunkelbraun. Bis zum Rand ist sie mit einfachen bis gabeligen, schwarzen Rhizinen bedeckt.

## Ökologie
Parmelia saxatilis wächst bevorzugt auf Felsen (daher „saxatilis“ = „auf Felsen lebend“), kommt aber auch auf Bäumen vor und bevorzugt Bäume mit relativ mineralarmer, saurer Borke (pH 4,1–4,8); diese kann auch künstlich versauert sein. Die Flechte meidet eher niederschlagsarme Gebiete. Ihre Toleranz gegenüber Luftverunreinigungen ist ziemlich hoch.

## Artabgrenzung
Verwechslungsmöglichkeit besteht mit Parmelia sulcata, die ebenfalls eine netzig-gratige Oberfläche besitzt. Ihr fehlen jedoch die Isidien, sie weist aber Soredien auf. Andere ähnliche Flechten wie Parmelia tiliacea, Parmelina pastillifera, Punctelia subrudecta und Imshaugia aleurites weisen keine netzige Oberfläche auf.

## Verwendung
Die in Schottland unter dem Namen „crotal“ (Englisch „crottle“) bekannte Flechte wächst dort vornehmlich auf Felsen im Brandungsbereich von Küsten und wird zum Färben u. a. von Harris-Tweed verwendet. Sie gibt eine dunkel rot-braune bis rostig-orange Farbe.